# Velocità operativa
Nell'ingegneria dei trasporti la velocità operativa è il parametro correntemente utilizzato per descrivere il comportamento dell'utente medio, riferendosi alle attuali condizioni di guida. Essa è definita come l'ottantacinquesimo percentile V85 (solo il 15% degli utenti supera la velocità misurata) della distribuzione delle velocità rilevate su un elemento o su un tronco omogeneo di tracciato, in condizioni di flusso libero.

## Introduzione
Rilievi sperimentali hanno dimostrato che una delle principali cause degli incidenti stradali è la scelta da parte degli utenti di una velocità di marcia non adeguata alle caratteristiche del tracciato, queste ultime definite in funzione della velocità di progetto.

## Velocità operativa
È un valore puntuale, quindi istantaneo, in una determinata sezione stradale. Tale valore di velocità è fortemente influenzato da una molteplicità di componenti: 
1. componente uomo;
2. componente strada;
3. componente ambiente;
4. componente veicolo.

La componente uomo influenza la velocità operativa in termini di scelte operate dall'utente, funzione di diversi fattori tra cui motivazione del viaggio, età, condizioni psicofisiche, etc.
La componente strada influenza la velocità operativa tramite i seguenti fattori:
- caratteristiche geometriche;
- sezione stradale (singola o doppia carreggiata);
- andamento planimetrico del tracciato;
- visibilità;
- pendenza longitudinale e trasversale;
- stato di esercizio delle pavimentazione stradale.

La componente ambiente modifica la velocità operativa in funzione di:
- condizioni atmosferiche: pavimentazione asciutta o bagnata, presenza di neve o ghiaccio, giorno o notte;
- conformazione del paesaggio circostante: montuosa o pianeggiante, ambiente urbano o extraurbano;
- condizioni di traffico: volume e composizione del flusso, presenza di veicoli pesanti;
- limitazione imposte alla velocità: limiti troppo bassi e/o non riconosciuti validi dall'utente non vengono rispettati.

La componente veicolo influenza la velocità operativa in termini di stato di esercizio della vettura, delle prestazioni del motore e di presenza di dispositivi di sicurezza a bordo (questi ultimi inducono uno stato di falsa sicurezza e, inibendo la percezione del rischio, incitano velocità maggiori).
La velocità operativa interviene anche nello studio di un altro aspetto del comportamento dell'utente ovvero la traiettoria effettivamente percorsa. Numerosi studi hanno individuato gli elementi del tracciato planimetrico nei quali è stato riscontrato il maggiore distacco tra traiettoria effettivamente percorsa e quella prevista in sede progettuale. La maggior parte di tali analisi si concentra sui tratti stradali curvi, dove tale distacco determina potenzialmente situazioni di maggior pericolo, ma sono anche stati effettuati studi relativi a tratti particolari come ad esempio le corsie di ingresso e di uscita o i tratti di imbocco dei tunnel stradali.

## Stima e misura della velocità operativa
La miglior misura della velocità operativa si ottiene effettuando misure di velocità sul campo in condizioni standardizzate. Qualora non sia possibile, perché ad esempio si sta analizzando la strada in fase progettuale, sono stati redatti differenti modelli che permettono di stimare la V85 in funzione di uno o più parametri legati alle caratteristiche del tracciato. Da sottolineare che i modelli previsionali disponibili sono generalmente applicabili nelle condizioni riconducibili al contesto in cui sono state eseguite le misure.